# Westport (Irlandia)
Westport (irl. Cathair na Mart) – miasto w Irlandii w hrabstwie Mayo. Położone jest na zachodnim wybrzeżu Irlandii, nad zatoką Clew Bay, będącą częścią Oceanu Atlantyckiego. Miasto zostało zaprojektowane w 1780 roku przez Jamesa Wyatta. Pierwotnie miało być miejscem zamieszkania pracowników dworu Westport House.
W pobliżu miasta znajduje się góra Croagh Patrick, cel pielgrzymek ku czci Świętego Patryka, patrona Irlandii. W 2011 roku liczyło 5543 mieszkańców.

## Turystyka
Westport jest ważnym ośrodkiem turystycznym Irlandii. Wpływa na to dogodne położenie miasta. Bliskość zatoki Clew Bay, szczytu Croagh Patrick, oraz stosunkowo niewielka odległość do Parku Narodowego Connemara i pięknej wyspy Achill czyni z Westport miejsce o niezwykle dużym potencjale turystycznym. Kolejną z atrakcji jest dwór Westport House z zachowaną rezydencją oraz ogrodem. Klimat miejsca sprzyja spędzaniu tam czasu przez całe rodziny. W mieście można też skorzystać z profesjonalnego 18-dołkowego pola golfowego. Dopełnieniem oferty turystycznej jest bogata baza hotelowa. Można wybierać spośród kilkunastu hoteli w standardzie 3 i 4 gwiazdkowym.
Od 2008 roku w aplikacji Google Earth można obejrzeć model 3D centrum Westport.

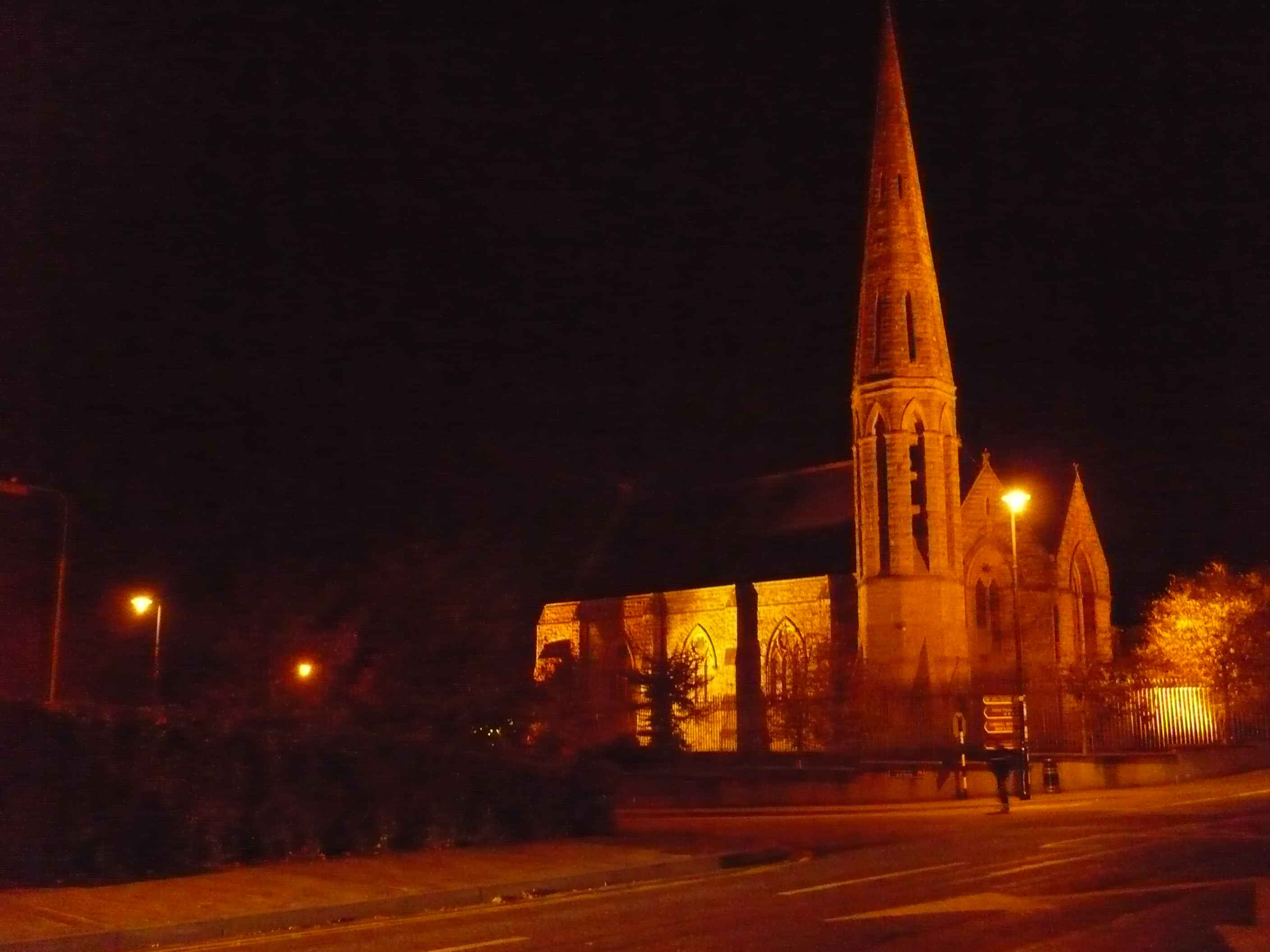
Kościół Irlandzki w Westport 2009.
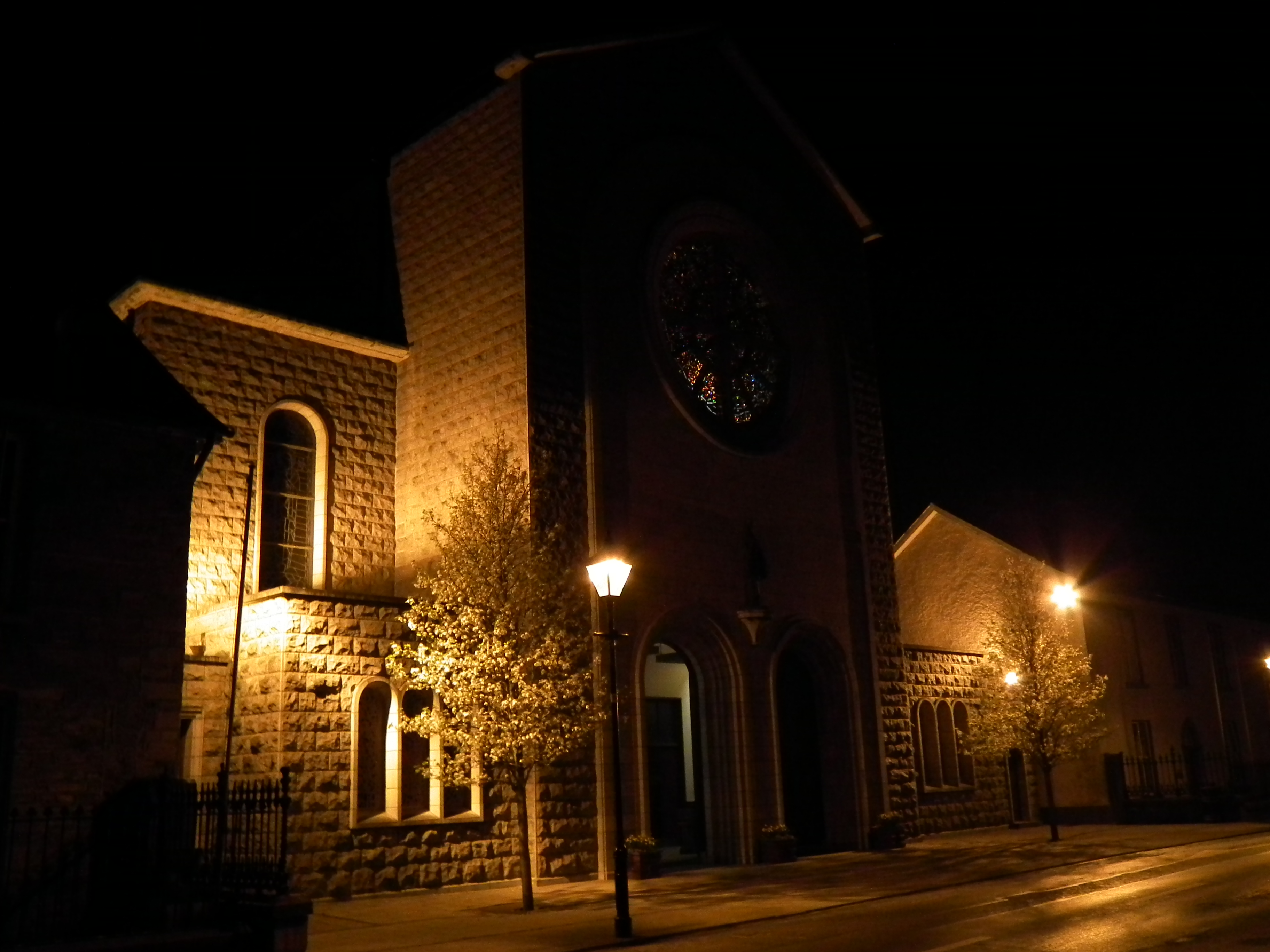
St. Mary’s Church na The Mall.
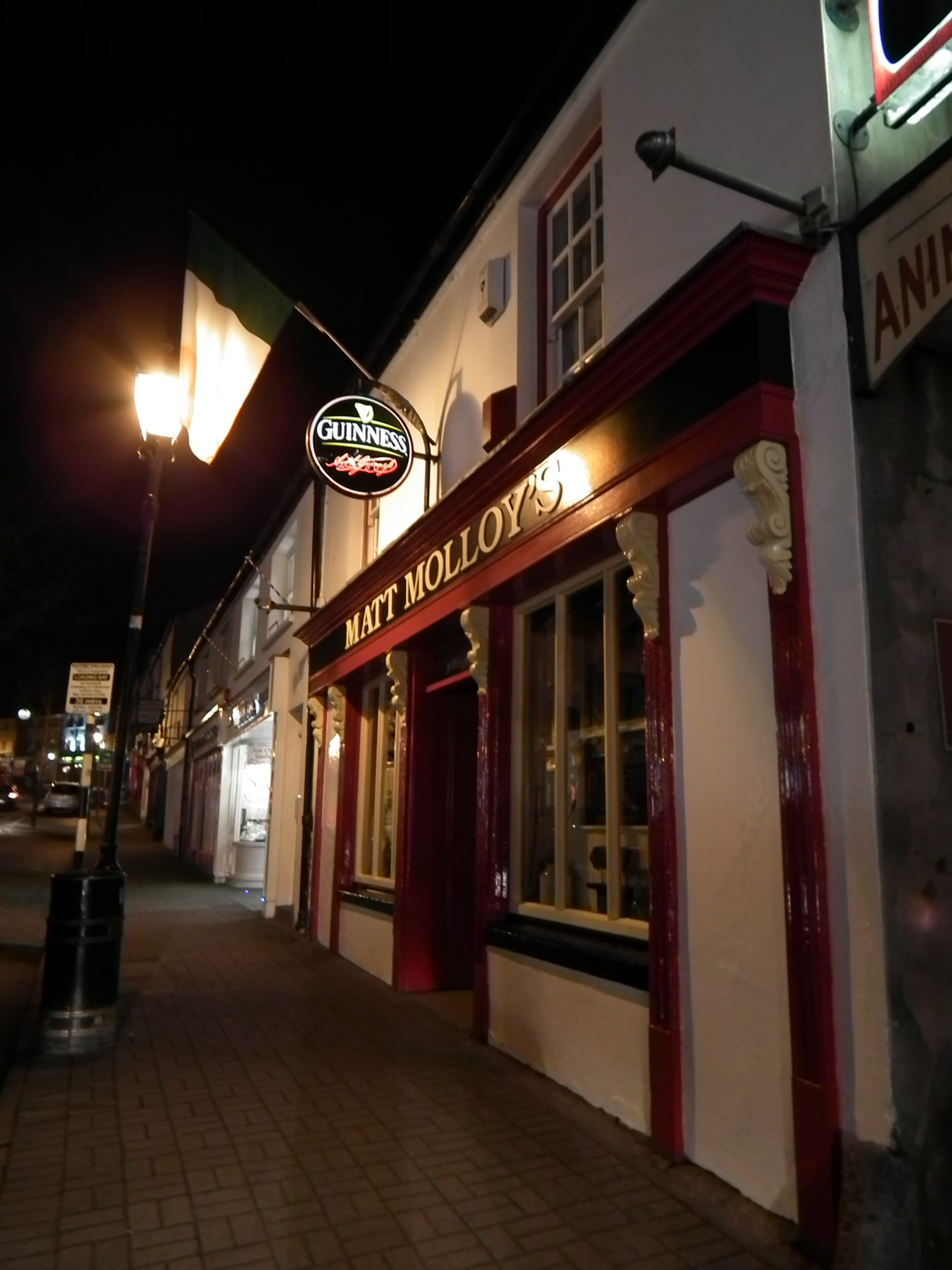
Pub Matt Molloy’s na Bridge Street.

## Croagh Patrick
Croagh Patrick jest jednym z ważniejszych miejsc pielgrzymkowych w Irlandii. Corocznie w ostatnią niedzielę lipca na szczyt wspinają się tysiące czcicieli Świętego Patryka. Według legend uwolnił on Irlandię od plagi węży przebywając na tej właśnie górze. Ku jego czci na szczycie została wybudowana i poświęcona w 1905 roku kapliczka. Do roku 2005 kaplica była otwarta jedynie w ostatnią niedzielę lipca. W setną rocznicę budowy zdecydowano jednak o otwarciu kaplicy dla zwiedzających przez cały okres letni, natomiast msza odprawiana jest tam w ostatnią niedzielę lipca oraz 15 sierpnia.
Poza względami religijnymi na szczyt warto wybrać się dla celów widokowych. Można podziwiać stamtąd malowniczą panoramę na zatokę oraz Westport.

## Westport House
Zaprojektowany w XVIII wieku przez architektów Richarda Casselsa oraz Jamesa Wyatta, Westport House posiada jedną z największych wartości zabytkowych wśród Irlandzkich dworów z tego okresu. Niepodważalnym atutem jest możliwość zwiedzania zarówno przyległego ogrodu, jak i świetnie zachowanych pomieszczeń. Posiadłość została wybudowana i nadal jest w posiadaniu rodziny Brown, blisko spokrewnionej z nazywaną Królową Piratów, Grace O’Malley, zyjącą w XVI wieku. Grace przez 40 lat niepodzielnie rządziła na wodach zachodniego wybrzeża Irlandii, dzięki czemu zyskała bogactwo i niesłabnącą do dziś sławę. Na fundamentach jednego z licznych zamków O’Malley wybudowano właśnie Westport House. Pozostałości pierwszej posiadłości zamkowej znajdują się obecnie w podziemiach House. Dom w widocznej obecnie postaci został wybudowany przez Johna Browna, którego żona była prawnuczką Grace O’Malley.

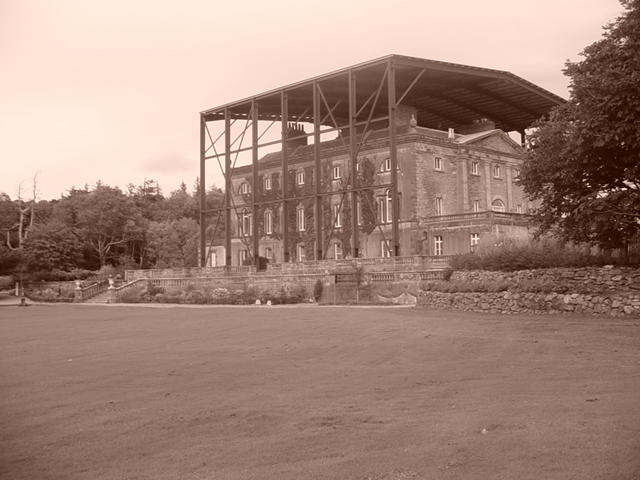
Westport House w 2007 roku

Budowa została rozpoczęta przez Richarda Casselsa od wschodniej ściany. Do wykończenia użyto wapienia z pobliskiego kamieniołomu. Dzieła dokończył James Wyatt, który to również zaprojektował centrum samego miasta Westport. Na południowej ścianie budynku widnieje data 1778 upamiętniająca zakończenie prac nad Westport House. Drzwi zostały wykonane z drewna mahoniowego sprowadzonego specjalnie w tym celu z Jamajki. Ponadto wnętrza ubogacają obrazy z postaciami związanymi z miastem Westport. Warte zainteresowania są również inne drogocenne kolekcje, jak choćby bogata biblioteka z wiekowymi irlandzkimi dziełami, zastawy z XVIII wieku, oraz wiele innych zbiorów upamiętniających historię Westport oraz Mayo.

## Miasta partnerskie
- Plougastel-Daoulas, Francja
- Limavady, Irlandia Północna
- Aror, Kenia